# Грејам Мактавиш
Грејам Мактавиш (енгл. Graham McTavish) је шкотски глумац рођен 1961. у Глазгову, Шкотска. Сарађивао је са Сталонеом у филму Рамбо 4, и са Питером Џексоном у његовој трилогији Хобит. Изјавио је да би био невероватно срећан, ако би му се још једном у каријери указала прилика да добије улогу која би била на истом нивоу као она у Хобиту.